# Busse Jacobsson
Busse Jacobsson, även Jacob Busse, sannolikt död november 1520 i Stockholm, var en svensk kanongjutare och klockgjutare i Stockholm.
Han var verksam som klockgjutare åren 1505–1519 och sammanlagt tjugotvå klockor tillskrivs honom. 

## Gjutna klockor
| Kyrka                          | Gjutår  | Övrigt                              |
| ------------------------------ | ------- | ----------------------------------- |
| Västra Gerums kyrka            | 1505    |                                     |
| Hällestads kyrka, Östergötland | 1508    | Omgjuten 1727. Namn Maria.          |
| Kårsta kyrka                   | 1511    | Namn: Maria.                        |
| Frösunda kyrka                 | 1511    | Omgjuten 1861.                      |
| Tensta kyrka                   | 1512    |                                     |
| Ärentuna kyrka                 | 1512    | Namn: Maria.                        |
| Bälinge kyrka, Uppland         | 1512    | Omgjuten 1668.                      |
| Björklinge kyrka               | 1513    | Omgjuten 1811.                      |
| Varola kyrka                   | 1514    | Omgjuten 1738.                      |
| Lidköpings kyrka               | 1514    | Nedsmält vid brand 1849.            |
| Danmarks kyrka                 | 1515    | Omgjuten 1840. Namn: Osanna.        |
| Sorunda kyrka                  | 1515    | Omgjuten 1855.                      |
| Ramsta kyrka                   | 1515    | Omgjuten 1795.                      |
| Lindärva kyrka                 | 1516    |                                     |
| Värsås kyrka                   | 1516    |                                     |
| Svedvi kyrka                   | 1516    |                                     |
| Vibyggerå gamla kyrka          | 1516    | Nedsmält vid brand 1916.            |
| Uppsala domkyrka               | 1517    | Troligen nedsmält vid branden 1572. |
| Helgeandshusets klocka, Arboga | 1517    |                                     |
| Norrsunda kyrka                | 1518    | Omgjuten på 1800-talet              |
| Vika kyrka                     | 1519    | Omgjuten 1692.                      |
| Helga lekamens gille           | Utan år | Primklocka                          |